# Antonio Sastre
Antonio Sastre (27 de abril de 1911 - 23 de noviembre de 1987) fue un jugador de fútbol argentino, originario del club Progresista de Avellaneda, que se destacó en las décadas de 1930 y 1940 para Independiente, en el São Paulo Futebol Clube de Brasil, Gimnasia y Esgrima de La Plata y la selección argentina. La AFA lo ha considerado el jugador más completo de la historia del fútbol argentino. Hizo 112 goles en 340 partidos en Primera División con Independiente. La Asociación del Fútbol Argentino lo ha incluido entre los 24 futbolistas argentinos que integran el Salón de la Fama.

## Biografía

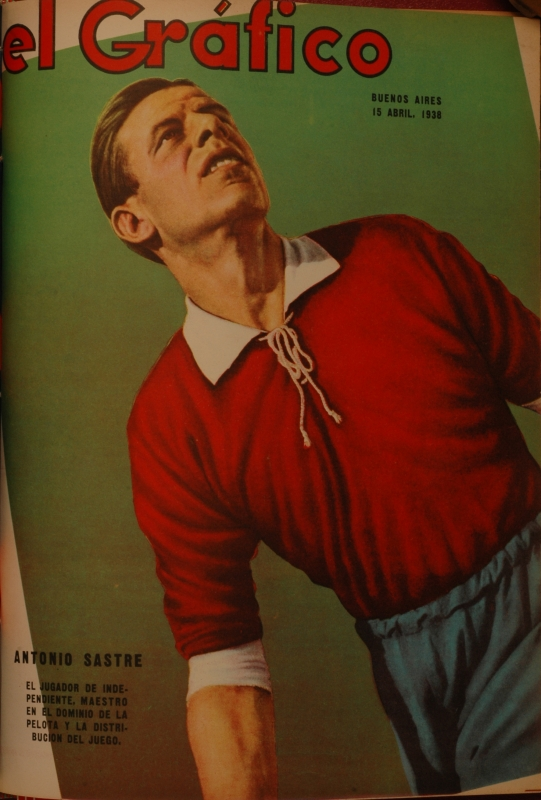
Antonio Sastre en la portada de El Gráfico.

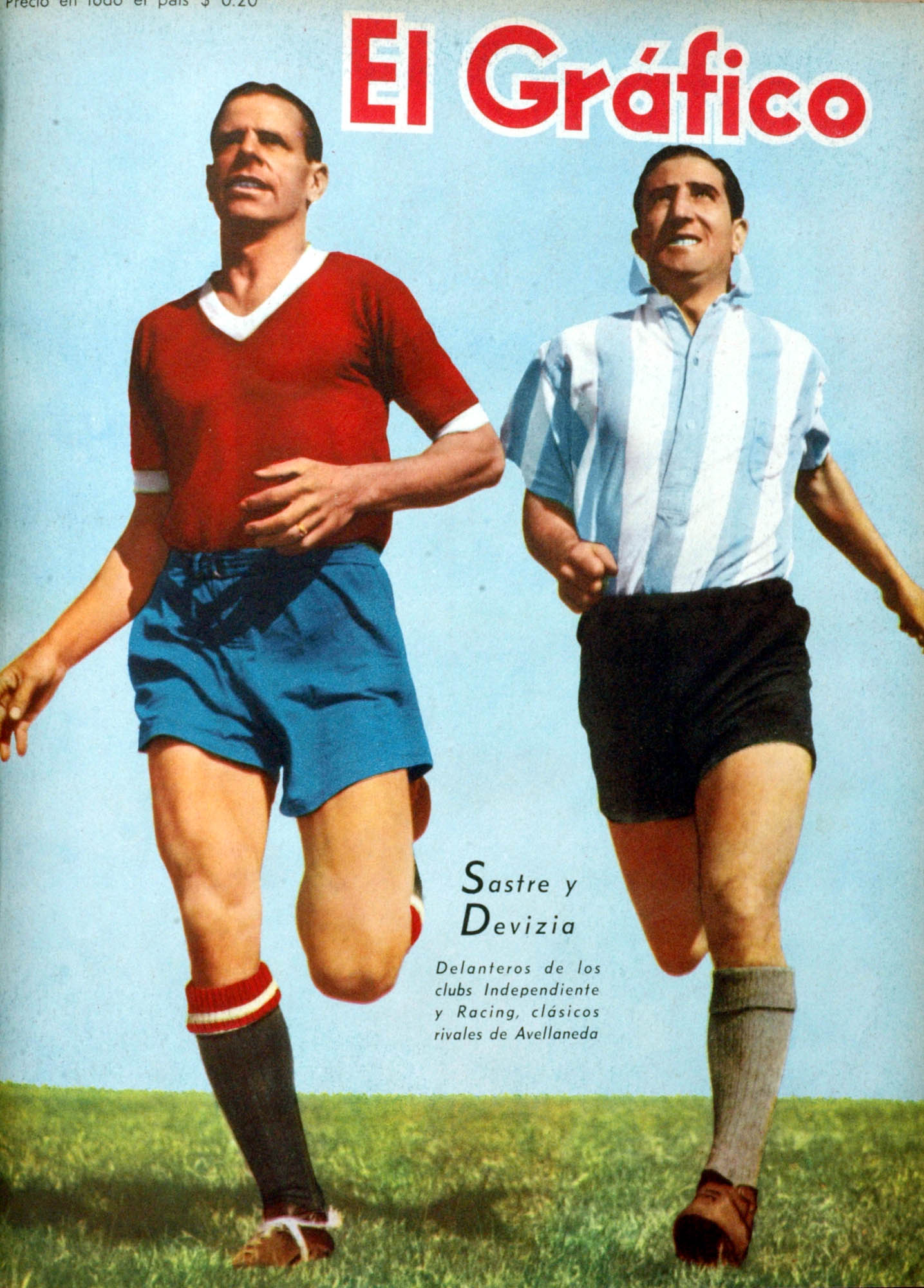
Sastre y Devizia en 1942.

Sus primeros pasos en el fútbol los realizó en el barrio La Mosca, de la ciudad de Avellaneda, conocido por la calidad de sus jugadores. Se inició en el club Progresista y en 1931 ingresó al Club Atlético Independiente.  Con las posteriores llegadas al club de Arsenio Erico y, luego, Vicente de la Mata, se conformó uno de los tridentes ofensivos más temibles de la historia del fútbol argentino, y que lograra el bicampeonato nacional en 1938 y 1939. Tuvo destacadas actuaciones en los Sudamericanos que disputó, así como ante Brasil por la Copa Roca de 1940.
Transferido São Paulo Futebol Clube de Brasil, fue uno de los jugadores decisivos para que ese club obtuviera sus tres primeros campeonatos. En reconocimiento, el São Paulo ha levantado un monumento en el estadio Morumbí.
Su último año jugó para Gimnasia y Esgrima de La Plata, que se encontraba en el descenso, ganando el campeonato y obteniendo el ascenso para el club.

## Reconocimientos
En 1980 recibió el Premio Konex - Diploma al Mérito como uno de los 5 mejores jugadores de la historia en la Argentina.
De él dijo César Menotti: "Antonio Sastre fue el mejor jugador que vi en mi vida. Era capaz de actuar en todos los puestos de un equipo. Pero no de relleno o emergencia. La rompía en cualquier lugar de la cancha".

## Trayectoria
| Equipo                      | Temporadas  | Partidos | Goles | Promedio |
| --------------------------- | ----------- | -------- | ----- | -------- |
| Independiente               | 1931-1941   | 340      | 112   | 0.33     |
| São Paulo                   | 1942-1946   | 129      | 58    | 0.45     |
| Gimnasia y Esgrima La Plata | 1947        | 14       | 4     | 0.29     |
| Selección Argentina         | 1933 - 1941 | 34       | 6     | 0.18     |
| Total en su carrera         | 1931-1947   | 517      | 180   | 0.35     |

## Estadísticas
Datos actualizados al fin de la carrera deportiva.
| Club | Div           | Temporada     | Liga  | Liga  | Estatal (1) | Estatal (1) | Copas (2) | Copas (2) | Internacional (3) | Internacional (3) | Total (4) | Total (4) | Promedio | Promedio |
| Club | Div           | Temporada     | Part. | Goles | Part.       | Goles       | Part.     | Goles     | Part.             | Goles             | Part.     | Goles     |          |          |
| --- | ------------- | ------------- | ----- | ----- | ----------- | ----------- | --------- | --------- | ----------------- | ----------------- | --------- | --------- | -------- | -------- |
| Independiente Argentina | 1.ª           | 1931          | 25    | 5     | -           | -           | -         | -         | -                 | -                 | 25        | 5         | 0,20     |          |
| Independiente Argentina | 1.ª           | 1932          | 34    | 9     | -           | -           | 2         | 0         | -                 | -                 | 36        | 9         | 0,25     |          |
| Independiente Argentina | 1.ª           | 1933          | 28    | 7     | -           | -           | 9         | 6         | -                 | -                 | 37        | 13        | 0,35     |          |
| Independiente Argentina | 1.ª           | 1934          | 35    | 22    | -           | -           | -         | -         | -                 | -                 | 35        | 22        | 0,62     |          |
| Independiente Argentina | 1.ª           | 1935          | 29    | 15    | -           | -           | -         | -         | -                 | -                 | 29        | 15        | 0,51     |          |
| Independiente Argentina | 1.ª           | CH-1936       | 10    | 4     | -           | -           | -         | -         | -                 | -                 | 10        | 4         | 0,40     |          |
| Independiente Argentina | 1.ª           | CC-1936       | 13    | 0     | -           | -           | -         | -         | -                 | -                 | 13        | 0         | 0,00     |          |
| Independiente Argentina | 1.ª           | 1937          | 30    | 8     | -           | -           | -         | -         | -                 | -                 | 30        | 8         | 0,26     |          |
| Independiente Argentina | 1.ª           | 1938          | 27    | 2     | -           | -           | 1         | 0         | 1                 | 0                 | 29        | 2         | 0,06     |          |
| Independiente Argentina | 1.ª           | 1939          | 31    | 16    | -           | -           | 2         | 1         | 1                 | 0                 | 34        | 17        | 0,50     |          |
| Independiente Argentina | 1.ª           | 1940          | 30    | 9     | -           | -           | -         | -         | -                 | -                 | 30        | 9         | 0,30     |          |
| Independiente Argentina | 1.ª           | 1941          | 25    | 9     | -           | -           | 1         | 0         | -                 | -                 | 26        | 9         | 0,34     |          |
| Independiente Argentina | 1.ª           | 1942          | 21    | 6     | -           | -           | -         | -         | -                 | -                 | 21        | 6         | 0,28     |          |
| Independiente Argentina | Total club    | Total club    | 338   | 112   | 0           | 0           | 15        | 7         | 2                 | 0                 | 355       | 119       | 0,33     |          |
| São Paulo · Brasil | 1.ª           | 1943          | -     | -     | 23          | 18          | -         | -         | -                 | -                 | 23        | 18        | 0,78     |          |
| São Paulo · Brasil | 1.ª           | 1944          | -     | -     | 40          | 16          | -         | -         | -                 | -                 | 40        | 16        | 0,40     |          |
| São Paulo · Brasil | 1.ª           | 1945          | -     | -     | 40          | 17          | -         | -         | -                 | -                 | 40        | 17        | 0,42     |          |
| São Paulo · Brasil | 1.ª           | 1946          | -     | -     | 25          | 3           | -         | -         | -                 | -                 | 25        | 3         | 0,12     |          |
| São Paulo · Brasil | Total club    | Total club    | 0     | 0     | 128         | 54          | 0         | 0         | 0                 | 0                 | 128       | 54        | 0,42     |          |
| Gimnasia y Esgrima La Plata Argentina | 2.ª           | 1947          | 14    | 4     | -           | -           | -         | -         | -                 | -                 | 14        | 4         | 0,29     |          |
| Gimnasia y Esgrima La Plata Argentina | Total club    | Total club    | 14    | 4     | 0           | 0           | 0         | 0         | 0                 | 0                 | 14        | 4         | 0,29     |          |
| Total carrera | Total carrera | Total carrera | 350   | 116   | 128         | 54          | 15        | 7         | 2                 | 0                 | 495       | 177       | 0,35     |          |
| (1) Incluye datos de la Campeonato Paulista. (2) Incluye datos de la Copa de Competencia, Copa Beccar Varela, Copa Dr. Carlos Ibarguren, Copa Adrián C. Escobar. (3) Incluye datos de la Copa Aldao. (4) No incluye goles en partidos amistosos. |               |               |       |       |             |             |           |           |                   |                   |           |           |          |          |

### Selección nacional
| Selección | Año   | Amistoso | Amistoso | Copa América | Copa América | Total | Total |
| Selección | Año   | Part.    | Goles    | Part.        | Goles        | Part. | Goles |
| --------- | ----- | -------- | -------- | ------------ | ------------ | ----- | ----- |
| Argentina | 1933  | 1        | 0        | -            | -            | 1     | 0     |
| Argentina | 1934  | 1        | 0        | -            | -            | 1     | 0     |
| Argentina | 1935  | 2        | 0        | 3            | 0            | 5     | 0     |
| Argentina | 1936  | 1        | 0        | -            | -            | 1     | 0     |
| Argentina | 1937  | 2        | 0        | 5            | 0            | 7     | 0     |
| Argentina | 1939  | 4        | 0        | -            | -            | 4     | 0     |
| Argentina | 1940  | 5        | 1        | -            | -            | 4     | 0     |
| Argentina | 1941  | 5        | 4        | 4            | 1            | 9     | 5     |
| Total     | Total | 21       | 5        | 12           | 1            | 33    | 6     |

### Hat-tricks
| 1 | 15 de mayo de 1932      | Arquitecto Ricardo Etcheverri, Buenos Aires | Ferro Carril Oeste - Independiente |  | 2 - 4 | 1932                    |
| 2 | 3 de diciembre de 1933  | La Doble Visera, Avellaneda                 | Independiente - Huracán            |  | 5 - 2 | Copa Beccar Varela 1933 |
| 3 | 24 de noviembre de 1935 | Antonio Vespucio Liberti, Buenos Aires      | Tigre - Independiente              |  | 3 - 9 | 1935                    |
| 4 | 2 de julio de 1939      | Don León Kolbowsky, Buenos Aires            | Atlanta - Independiente            |  | 2 - 5 | 1939                    |
| 5 | 24 de mayo de 1942      | La Doble Visera, Avellaneda                 | Independiente - Banfield           |  | 4 - 4 | 1942                    |

## Palmarés

### Campeonatos nacionales
| Título              | Club                        | País      | Año  |
| ------------------- | --------------------------- | --------- | ---- |
| Primera División    | Independiente               | Argentina | 1938 |
| Primera División    | Independiente               | Argentina | 1939 |
| Campeonato Paulista | Sao Paulo FC                | Brasil    | 1943 |
| Campeonato Paulista | Sao Paulo FC                | Brasil    | 1945 |
| Campeonato Paulista | Sao Paulo FC                | Brasil    | 1946 |
| Segunda División    | Gimnasia y Esgrima La Plata | Argentina | 1947 |

### Copas nacionales
| Título         | Club          | País      | Año  |
| -------------- | ------------- | --------- | ---- |
| Copa Ibarguren | Independiente | Argentina | 1938 |
| Copa Escobar   | Independiente | Argentina | 1939 |
| Copa Ibarguren | Independiente | Argentina | 1939 |

### Campeonatos internacionales
| Título       | Club (*)            | País                | Año  |
| ------------ | ------------------- | ------------------- | ---- |
| Copa América | Selección argentina | Argentina           | 1937 |
| Copa Aldao   | Independiente       | Argentina / Uruguay | 1938 |
| Copa Aldao   | Independiente       | Argentina / Uruguay | 1939 |
| Copa Roca    | Selección argentina | Brasil              | 1939 |
| Copa Roca    | Selección argentina | Argentina           | 1940 |
| Copa América | Selección argentina | Chile               | 1941 |

(*) Incluyendo la selección
Títulos no oficiales
- Copa Federación de Football de Chile: 1931
- Torneo Internacional Nocturno: 1936 y 1941
- Copa Intendencia Municipal de La Rioja: 1937
- Copa Trofeo Premio Cigarrillos Saratoga (versus Racing Club): 1939
- Copa Confraternidad Argentino-Brasileña (versus Flamengo): 1939
- Copa Municipalidad de Avellaneda: 1940
- Trofeo Universidad de Chile (versus Universidad de Chile): 1940
- Copa Intendente Municipal: 1941
- Copa Ministerio de Hacienda: 1941
- Copa Fraternidad: 1941
- Copa Presidente Prado: 1941